# Enrollado de filamentos
El enrollado de filamentos (también denominado bobinado de filamentos o devanado de filamentos o Filament Winding en inglés) es una técnica de fabricación de molde abierto para la producción de materiales compuestos, generalmente en forma de estructuras cilíndricas. 
El proceso consiste en enrollar filamentos y/o cintas tensados e impregnados con una resina termoestable, sobre un molde macho o mandril. El impregnado de la fibra puede ser realizado en una etapa previa o en el mismo carro. El mandril gira mientras que un carro se mueve horizontalmente, depositando las fibras de acuerdo al patrón deseado. Los filamentos más comunes son de carbono o vidrio y están embebidos en resina sintética mientras son depositados y enrollados. Una vez que el mandril esté completamente cubierto con el espesor deseado, el mandril se coloca en un horno para solidificar (curar) la resina. Una vez que la resina se ha curado, se retira el mandril, dejando el producto final hueco.
El proceso de enrollado de filamentos es muy adecuado para automatizarlo, ya que así es posible controlar con precisión la tensión de los filamentos. Si los filamentos se colocan con una tensión elevada entonces se consigue un producto final que posee una mayor rigidez y resistencia, mientras que si la tensión que se aplica a los filamentos es baja entonces se obtienen productos más flexibles. También es posible controlar la orientación de los filamentos de manera tal que las capas sucesivas se encuentran cruzadas o con orientaciones diferentes a las de la capa previa. El ángulo con el cual se coloca la fibra determinará las propiedades del producto terminado. Un ángulo elevado provee mayor resistencia contra el aplastamiento, mientras que un patrón con un ángulo bajo (denominado cerrado o helicoidal) otorga una mayor resistencia a la tracción. 

### Modelos de bobinado
Existen tres modelos básicos de bobinado: 
- Bobinado helicoidal: se combina el movimiento de rotación del mandril con el movimiento de traslación longitudinal del cabezal impregnado. Es el método más utilizado dando buena resistencia a tracción y torsión.
- Bobinado circunferencial: únicamente gira el mandril, dando un ángulo de enrollado de 90°. Da buena resistencia contra el aplastamiento.
- Bobinado polar o plano: el mandril realiza movimientos tanto de rotación como de traslación longitudinal, mientras que el cabezal de impregnación permanece fijo. Resiste muy bien esfuerzos de tracción.

### Ventajas y desventajas
Como ventajas podemos mencionar:
- es automatizable
- proceso rápido
- la resina es fácilmente controlable
- no será necesario la elaboración de preforma de fibras
- se consiguen buenas propiedades mecánicas

Dentro de las desventajas tendremos:
- solo es posible conseguir formas convexas
- elevado costo del mandril (según el tamaño)
- la cara externa consigue poca estética
- las resinas son de baja viscosidad, lo que da peores propiedades mecánicas originando problemas de seguridad laboral

### Materiales
Dentro de las fibras podemos encontrar: fibras de vidrio, aramida, carbono y boro. Estas se presentan enrolladas en ovillos o carreteles. La fibra de vidrio es el material más frecuentemente utilizado para el bobinado de filamentos, también pudiendo utilizarse fibras de carbono y aramida.
Las resinas más comunes son: epoxi, poliéster, viniléster, fenólicas, entre otras. Las estructuras que requieren alta resistencia y propiedades físicas elevadas, se producen con resina epoxi, siendo las resinas de poliéster (menos costosas) las elegidas para el resto de las aplicaciones. 
El material compuesto es normalmente curado a alta temperatura, antes de retirar el mandril. Por lo general, no se requiere de procesos de acabado como mecanizado o rectificado.
No es frecuente el uso de núcleos estructurales, aunque pueden incluirse. En este caso, las fibras se enrollan sobre el núcleo, integrándolo a la pieza final.

#### Productos obtenidos
Actualmente, mediante esta técnica es posible obtener principalmente tubos. También se producen remos, horquillas de bicicleta, alumbrado, palos de golf, recipientes de alta presión, cubiertas de misiles, fuselaje de aviones y mástiles de yates.